# Les Contes aux limites de la folie
Pour plus de détails, voir Fiche technique et Distribution.
Les Contes aux limites de la folie (Tales That Witness Madness) est un film britannique à sketches d'horreur réalisé par Freddie Francis, sorti en 1973.

## Synopsis
4 histoires (Mr Tiger, Penny Farthing, Mel et Luau), une introduction et un épilogue constituent ce film à sketches.
Dans Framing Story, qui constitue l'introduction, un psychiatre travaillant dans un asile ultra-moderne discute d'une toute nouvelle théorie psychiatrique avec un collègue, lui présentant 4 patients qu'il traite avec cette théorie et dont l'histoire est racontée dans les 4 sketches à proprement parler de ce film :
Dans Mr. Tiger, un enfant introverti et sensible s'invente un ami imaginaire quelque peu particulier, car il s'agit d'un tigre.
Dans Penny Farthing, un antiquaire récupère un vieux portrait qui, prenant vie, le pousse à utiliser un grand-bi stocké dans son magasin qui, quand on le chevauche, permet d'aller dans le passé…
Dans Mel, un homme ramène chez lui un vieil arbre mort qu'il appelle Mel et dont il prend le plus grand soin, au point même que sa femme s'en montre jalouse.
Dans Luau, une femme agent littéraire essaye d'engager un nouvel auteur. Pour le convaincre, et sur les conseils d'un ami de cet écrivain, elle organise un repas reprenant le folklore hawaïen, le luau. Mais il s'agit en fait d'une véritable cérémonie devant permettre la réincarnation de la mère de l'ami en question.
Dans l'épilogue, les deux psychiatres seront matériellement confrontés aux bizarreries de ces 4 patients.

## Fiche technique
- Titre original : Tales That Witness Madness
- Titre français : Les Contes aux limites de la folie
- Réalisation : Freddie Francis
- Scénario : Jennifer Jayne (sous le pseudo de Jay Fairbank)
- Production : Norman Priggen
- Musique : Bernard Ebbinghouse
- Photographie : Norman Warwick
- Montage : Bernard Gribble
- Direction artistique : Roy Walker
- Pays d'origine : Royaume-Uni
- Langue : anglais
- Genre : horreur et fantastique
- Durée : 90 minutes
- Dates de sortie : 31 octobre 1973  Royaume-Uni et  États-Unis

## Distribution
- Jack Hawkins (VF : Raymond Loyer) : Nicholas
- Donald Pleasence (VF : Pierre Trabaud) : Professeur Tremayne
- Georgia Brown (VF : Monique Thierry) : Fay
- Donald Houston : Sam
- Russell Lewis : Paul
- David Wood : Phillipe
- Peter McEnery (VF : Philippe Ogouz) : Timothy Patrick
- Suzy Kendall (VF : Céline Monsarrat) : Ann / Béatrice
- Beth Morris : Polly
- Frank Forsyth : Oncle Albert
- Joan Collins (VF : Evelyn Séléna) : Bella
- Michael Jayston : Brian
- Kim Novak (VF : Julia Dancourt) : Auriol Pageant
- Michael Petrovitch : Kimo
- Leon Lissek : Keoki
- Mary Tamm : Ginny
- Lesley Nunnerley (VF : Claude Chantal) : Vera
- Zohra Sehgal : Malia

## Distinctions
- Nomination au Saturn Award du meilleur film d'horreur 1975